# Мейер, Сид
Сид Ме́йер (англ. Sid Meier; 24 февраля 1954 года, Сарния, Онтарио, Канада) — канадский геймдизайнер и разработчик компьютерных игр, проживает и работает в США.
Сид Мейер является самым известным и уважаемым западным геймдизайнером компьютерных игр по версии Академии интерактивных искусств и наук. За свою карьеру он создал много игр, которые выделяются разнообразием и качеством исполнения и покрывают множество жанров и тем. В то же время Сид Мейер основал две компании и создал несколько франшиз. Сид Мейер считается одним из самых влиятельных людей в игровой индустрии и имеет множество наград.

## Ранние годы и образование
Сид Мейер родился в канадском городе Сарния в семье эмигрантов из Швейцарии и Голландии, которые дали ему как канадское, так и швейцарское гражданство. Через несколько лет семья переехала в Мичиган, где Сид Мейер вырос. Здесь же он поступил в Мичиганский университет, где изучал историю и информатику, и получил степень в области информатики.
В детстве Сид Мейер всегда любил игры, в число которых входили «игры с солдатиками», настольные и карточные игры. Только в университете он открыл для себя компьютеры, первым из которых стал терминал IBM 360, и получил мотивацию изучать программирование для создания игр. Первой электронной игрой, с которой познакомился Сид Мейер, была одна из версий Pong на аркадном автомате, что произошло в конце 1970-х гг.. Одной из самых впечатляющих ранних аркадных игр Сид Мейер называет Space Invaders, которую он называет революционной — игра имела большой эмоциональный эффект и заставляла работать воображение о том, что Земля захватывается инопланетянами, и подобного не было в Pong.
Сид Мейер проживает в Хант Вэлли (штат Мэриленд) со своей женой Сюзан. Он встретил её в Евангелической лютеранской церкви, в Кокисвилл, где он играл на органе. Мейер со своей женой поют в церковном хоре.

## Карьера

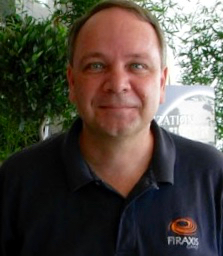
Сид Мейер в 2007 году

После окончания университета Сид Мейер занимался разработкой кассовых систем для универмагов. В это время он приобрёл для себя Atari 800 модели ранних 1980-х гг., что помогло ему понять, что программирование может ему помочь в разработке компьютерных игр. Выбор Atari 800 Сид Мейер обосновывает тем, что этот компьютер был больше ориентирован на программирование, нежели например Apple (на аппаратное обеспечение). В то время он создал пару игр, которые напоминали аркады того времени, и первой из его созданных игр стал клон Space Invaders, написанный на ассемблере.
В дальнейшем Сид Мейер встретил Билла Стили на конференции — они работали в одной компании, но в разных подразделениях. У Билла Стили были похожие интересы в разработке игр. Пообщавшись, они вдвоём решили начать создавать компьютерные игры, постепенно набирались опыта, занимаясь этим в нерабочее время. Позже пришли к тому, чтобы создать компанию по разработке компьютерных игр.
Первой коммерческой игрой Сида Мейера стала Formula 1 Racing, которая была создана вне юрисдикции MicroProse и продана Acorn Computers.

### MicroProse

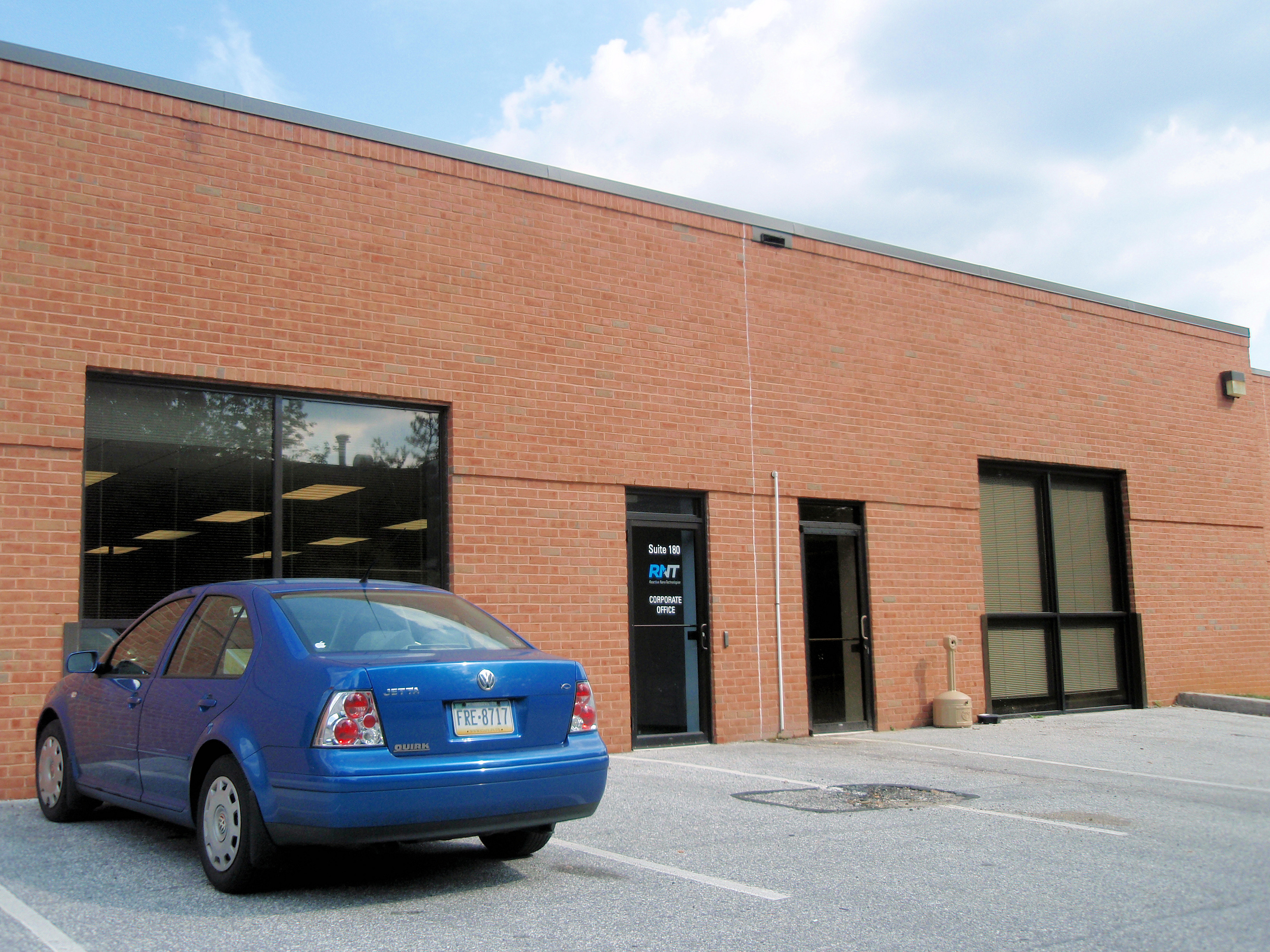
Штаб-квартира MicroProse в Хант Вэлли (штат Мэриленд)

Сид Мейер основал MicroProse вместе с Биллом Стили в 1982 году. Изначально в компании их было только двое, когда они разрабатывали игры, копировали на дискеты, помещали в закрытую упаковку, и Билл ехал на Восточное побережье для того, чтобы продать ретейлерам. Сид Мейер сфокусировался на разработке игр, в то время как Билл Стили на ведении бизнеса. Первой игрой MicroProse Билл Стили называет Hellcat Ace, в то время как Сид Мейер упоминает Spitfire Ace.
Описывая первые годы компании, Сид Мейер отмечает, что первые игры по большей части создавались в результате открытия новых технических возможностей компьютеров, когда разработчики находили новый трюк или возможность аппаратного обеспечения и строили игру вокруг этого. Например Hellcat Ace и Spitfire Ace построены на найденном эффекте мерцания движущейся горизонтальной линии, что давало эффект плавного и быстрого движения. Floyd of the Jungle была создана на найденных способе анимации персонажей и возможности использовать четыре джойстика Atari 800, что позволило сделать игру для одновременно играющих четырёх человек. Floyd of the Jungle стала первой игрой для одновременно играющих 4-х человек, а в ранее созданной Chopper Rescue использовалось одновременно два джойстика, и она стала первой в мире игрой, в которой использовалось более одного джойстика. Позже, для Sid Meier's Pirates! разработчики нашли способ сжатия и рисования изображений, и это позволило реализовать её на существующем тогда аппаратном обеспечении. Изначально Сид Мейер программирует для Atari 800, но позже для возможности портирования на разные платформы он создает свой стековый язык.
Создавая игры, разработчики получали обратную связь существенно позже — через недели и месяцы. Для первого этапа развития компании это были письма, присылаемые по почте. Позднее появились обзоры игровых журналов. В связи с этим при создании игры разработчики ориентировались на то, чтобы она им нравилась. Первые игры имели цикл разработки около 3-х месяцев (Spitfire Ace, Solo Flight). В последующем этот цикл увеличивался до 4—5 месяцев. Silent Service была в работе 8 месяцев, в которой Сид Мейер выполнил в игре всё, кроме графики. Только с этой игры в компании появились художники, которые рисовали лучше Сида Мейера, и с этого момента он переключился на программирование и разработку игрового процесса. В этот период в MicroProse появляется 4—5 программистов, занимающихся портированием игр на разные платформы, и дополнительно в компании появляется отдел продаж.
В 1986-м компания начала использовать имя и фото Сида Мейера в рекламных объявлениях продаваемых игр. MicroProse сначала в основном разрабатывала симуляторы, такие как Silent Service и F-19 Stealth Fighter. В 1987 году компания выпустила Pirates!, с которой началась традиция ставить имя Сида Мейера в названия игр компании. Позже, как объяснил Сид Мейер, это произошло потому, что данная игра принципиально отличалась от предыдущих продуктов MicroProse и имя было добавлено из маркетинговых соображений. Стили решил, что это поможет улучшить бренд компании, так как по его мнению это привлечёт тех, кто ранее покупал их симуляторы. Стили вспоминает:
У нас была обеденная встреча в Software Publishers Association, и Робин Уильямс был там. И он продержал там нас два часа. И после он повернулся ко мне и сказал: «Билл, ты должен поместить имя Сида на коробки с играми, и продвигать его как звезду». И таким образом его имя попало на Pirates! и Civilization.
Оригинальный текст (англ.)We were at dinner at a Software Publishers Association meeting, and Robin Williams was there. And he kept us in stitches for two hours. And he turns to me and says 'Bill, you should put Sid's name on a couple of these boxes, and promote him as the star.' And that's how Sid's name got on Pirates, and Civilization.
Идея оказалась успешной: в 1992 году журнал Computer Gaming World в поэтическом конкурсе восхвалил имя Сида Мейера как «гарантия того, что сделано хорошо» (англ. a guarantee they got it right). Сид Мейер не всегда был главным геймдизайнером игр с его именем. Так, Брайан Рейнольдс является главным геймдизайнером Sid Meier's Civilization II, Sid Meier's Alpha Centauri и Sid Meier's Colonization, Джефф Бриггс работал над Sid Meier’s Civilization III, Сорен Джонсон руководил разработкой Sid Meier’s Civilization IV, Джон Шейфер был ведущим геймдизайнером Sid Meier’s Civilization V, а Уилл Миллер (англ. Will Miller) и Дэвид МакДоноу (англ. David McDonough) создавали Sid Meier’s Civilization: Beyond Earth.
Выпуск Pirates! показал, что компания может создавать не только симуляторы. Также отличительной особенностью Pirates! стало то, что игра не вписывалась в ранее известные жанры, и критики посчитали, что MicroProse достигла успеха в продажах не только за счёт качества игры, но и захватив другую категорию людей, не знакомых с компьютерными играми. Для этого периода Сид Мейер воспоминает, что игры MicroProse перекрывались друг с другом, и это было время роста компании. Где-то в это время он начал работать с Брюсом Шелли, который пришёл в компанию с многолетним опытом создания настольных игр. Брюс Шелли присоединился к MicroProse во время разработки F-19 Stealth Fighter, и через некоторое время, когда Брюс Шелли был задействован в портировании Gunship на Commodore 64, Сид Мейер сказал Брюсу Шелли — «я бы хотел чтобы ты был моим номер 2, моим продюсером, писателем, …» —, что повлияло на него и он был рад новой роли, и в дальнейшем они тесно работали вместе. В числе их работ значатся такие игры, как Sid Meier's Railroad Tycoon, Covert Action и Civilization. По словами Брюса Шелли, работа Сида Мейера характеризовалась тем, что он постоянно работал над несколькими проектами, для которых у него были прототипы простых игр, выражающих какие-либо идеи, и далее эти прототипы воплощались.
Приблизительно в период времени выпуска Railroad Tycoon Сид Мейер продал часть акций президенту компании Биллу Стили, и это повлияло на схему принятия решений. В частности, это ускорило работы над Covert Action и отменило разработку второй части Railroad Tycoon. В дальнейшем это осложнило возможность работы сотрудников над стратегиями, так как Билл Стили форсировал разработку авиасимуляторов и не заботился о том, что происходило с другими играми. Так, проект Civilization в свое время был прерван после двух месяцев, и возобновлён после завершения Covert Action. Для него были установлены жёсткие сроки, а так как Civilization вышла на месяц позже запланированного времени, то её создатели лишились бонусов.
После создания Civilization Сид Мейер решил сделать паузу в разработке игр и приступил к созданию программы C.P.U. Bach. Это была экспериментальная работа с целью получения инструмента, который бы позволял неподготовленному в музыке пользователю без усилий расширить свои возможности в написании музыки. Как объясняет Сид Мейер, программа делает это подобным образом, как и Guitar Hero, но последний реализовал идею в более упрощённом виде.
В 1993 году крупная вертикально интегрированная компания Spectrum HoloByte предпринимает усилия по поглощению MicroProse. По завершении юридических процедур к 1994 году у Сида Мейера и нового CEO фирмы Луи Гилмана (англ. Gilman Louie) наметились некоторые расхождения в вопросах относительно того, куда, как и зачем развивать совместный игровой бизнес.
Последним проектом в MicroProse стал Magic: The Gathering, работы над которым Сид Мейер начал будучи в компании, а после создания Firaxis договорился, что доведёт проект до конца.

### Firaxis

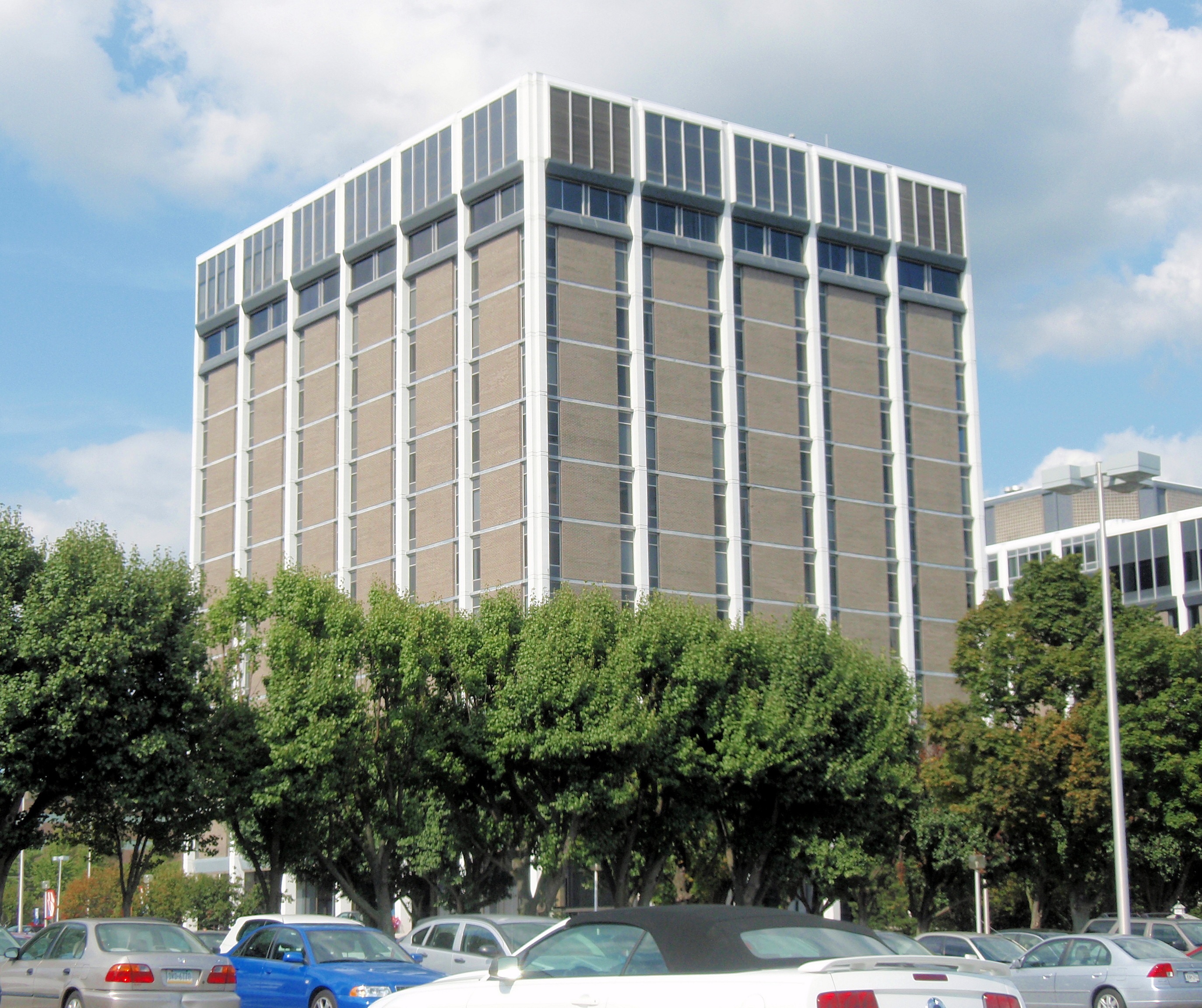
Здание с штаб-квартирой Firaxis в Кокисвилл (штат Мэриленд), офис компании на 11-м этаже

В MicroProse изменились корпоративные правила после продажи компании Spectrum HoloByte, и из-за изменений в менеджменте команда Сида Мейера стала студией второго класса среди всех продуктов нового издателя. Например, при разработке Civilization II с ней конкурировал Top Gun: Fire at Will в пользу последнего. В данных обстоятельствах и договорившись с издателями (в числе которых был Electronic Arts) Сид Мейер покидает MicroProse и в 1996 году совместно с опытным геймдизайнером Джеффом Бриггсом основывает Firaxis Games. Дополнительно мотивацией ухода и основания новой компании Сид Мейер называет желание работать в малой команде и каждый день программировать игры, и при этом не заниматься продажами. В качестве основы разработки было поставлено создание увлекательного прототипа, который не имеет красивой графики и не полностью реализует задуманное. Далее запускался итерационный цикл его улучшения, что составляло рабочий процесс. Компания разрабатывала стратегические игры, во многие названия которых включалось имя Сида Мейера, например, игры серии Civilization или в ремейк Sid Meier’s Pirates!. В Firaxis Сид Мейер впервые создаёт многопользовательскую игру Sid Meier's Gettysburg!. Долгое время компания не пытается выйти на новые 3D-технологии, и первым её опытом становится ремейк Sid Meier’s Pirates!. Эта игра была выбрана как одна из двух (с Civilization), о которой приходило больше всего писем от пользователей. В ремейке разработчики реализовали всё то, что им не позволили технологии в 1987 году.
Сид Мейер изобрёл систему генерации музыки в реальном времени, использующую C.P.U. Bach, на которую им был получен патент в 1996 году.

## Наследие
Сид Мейер оказал существенное влияние на развитие теории и практики разработки компьютерных игр. Одной из самых известных его фраз считается «игра — это последовательность интересных выборов» (англ. A game is a series of interesting choices), впервые высказанная в 1989 году на конференции GDC. Впоследствии цитата была подробно рассмотрена и использовалась критиками, так она раскрывается в книге Game Architecture and Design и в публикации Джона Шейфера. Также известны четыре правила игрового дизайна, рассмотренные как ключевые в публикации Сорена Джонсона.

### Игра — это серия интересных решений игрока
Прежде всего, выбор и решения игрока должны быть нетривиальными, а стратегии, используемые игроком, должны иметь свои преимущества и недостатки. Если есть универсальная стратегия, то искусственный интеллект автоматически её применяет, а игрок не имеет выбора. Если же есть только недостатки, то данную стратегию никто не использует. Так, если игрок в 3D action может использовать «ray gun» или «BFG», то каждое из оружий имеет свои плюсы и минусы, и если например убрать минус «ray gun» время перезарядки, то игроки начнут использовать только его. Следующим фактором является то, что игра представляет собой серию решений, так как одно решение начинает влиять на последующее. Например, применение того или иного оружия зависит от того, побежит игрок в центр комнаты или будет прятаться в углу. Соответственно, формирование игры требует от игрока для успешной игры использования стратегии, выражающейся в серии решений.
Джон Шейфер обращает внимание на то, что имеется два фактора, делающих решения неинтересными: это если одно из предлагаемых решений очевидно лучшее, а также если последствия решения игроку неясны. Например, если в игре используется игровая механика улучшения оружия, то игроку лучше сразу сообщать последствия решения. Если этого не делать, то игрок не только не сможет принимать более стратегические решения, но и начнёт нервничать. Если же сообщить «оружие повысит наносимые повреждения от 10 до 16», и игрок, сопоставив с прошлым опытом по уничтожению врагов с 30 очками здоровья, поймет, что улучшение уменьшит необходимое число попаданий с 3 до 2.
Джон Шейфер отдельно отмечает, что полное открытие игровых механик может повредить игре, так как получение доминирующей стратегии уничтожает интерес. Для решения может использоваться наличие скрытой информации. Типичными примерами являются туман войны, нахождение новых ресурсов или случайные события, заставляющие игрока изменять стратегию. Вместе с тем неполная информация вводит в игру управление рисками, когда игрок может принимать решения как снижения рисков, так и рисковать ради большего выигрыша.
Для оценки степени интересности Сид Мейер в данном правиле выделяет: компромисс выбора; то, что выбор из одного и того же набора решений зависит от ситуации; влияние личности игрока (его стиль игры); обеспечение достаточной информации чтобы решение отразилась в долгосрочной перспективе. К типам решений относит «риск vs награда», «краткосрочные vs долгосрочные», категоризация по типам игроков, настройка под удобство игрока (выбор цвета, названия города). Далее в игровом дизайне важными вопросами является представление информации для принятия решения, кривая обучения, использование известных игровых практик и известной игроку информации, обеспечение обратной связи и информации о последствиях от принятия решения.

### Удвой или сократи пополам
Игры редко создаются в вакууме, и геймдизайнеры всегда от чего-то отталкиваются или проверяют новые идеи. При этом особенности процесса таковы, что разработка идёт итерационно, когда на каждой итерации полученный результат оценивается геймдизайнером либо он получает отзывы. Этот процесс Сид Мейер называет finding the fun (с англ. — «поиск веселья/удовольствия от игры»), и, по его утверждению, качество конечного результата зависит от числа итераций. Однако, ресурсы и время разработчиков ограничены, и за время разработки можно сделать конечное число итераций. Как следствие, разработчики не должны тратить время на небольшие изменения, и на них не будет осязаемого ответа. Поэтому, если юнит слишком слаб, то вместо увеличения силы на 5 % следует её удвоить. Если игроки перегружены улучшениями предметов, то следует убрать их все. Отсюда формализуется правило «удвой или сократи пополам» (англ. Double It Or Cut It By Half). В качестве примера, во время разработки Civilization Сид Мейер понял, что игра становится слишком медленной — проблема решилась уменьшением размера карты вдвое. Другим применением является расширение горизонта возможности применения исследуемых игровых механик, то есть, границы удовольствия игрока быстрее будут определены быстрым изменением.

### Одна хорошая игра лучше, чем несколько отдельных мини-игр
Если геймплей содержит две мини-игры, которые великолепны, но конкурируют друг с другом за внимание игрока, то это уничтожает игровой процесс. Если игрок проводит слишком много времени в одной мини-игре, или она оказывается слишком интенсивной, то он выпадает из общего игрового процесса. Это правило Мейер вывел после разработки Sid Meier's Covert Action, практически полностью состоящей из мини-игр.
Позднее в интервью Сид Мейер отмечал, что данное правило принесло ему много полезного. Так, если посмотреть на его более поздние работы, например Sid Meier's Civilization, то можно заметить, что у них есть много возможностей сделать подобное. Например, если в Civilization можно было воссоздать столкновение двух армий как тактическое сражение в виде мини-игры, однако, следуя этому правилу, Мейер этого не сделал: нужно думать о том, о чём игра, и сосредоточиться на этом. В Civilization II разработчики пробовали реализовать тактические сражения между армиями цивилизаций и впоследствии отказались от этого: игроки не только выпадали из стратегического контекста, но это нарушало ожидание в игре, когда они думали о последующих сражениях, а не о цивилизации в целом. Однако в правиле есть и исключения: если мини-игры достаточно просты и не интенсивны (Sid Meier’s Pirates!) или завязаны друг на друга (X-COM), то данный эффект нивелируется.

### Проводите свое исследование после создания игры
Многие игры в значительной степени связаны с историческим контекстом или реальным миром (SimCity, Civilization, Grand Theft Auto), и это предоставляет возможность строить игровой процесс на основании фактического материала и знакомых людям процессах. Однако, здесь имеется риск перегрузить игру тривиальными фактами или множеством информации, и это портит начальную идею того, что игроки уже приходят со знаниями. Все знают, что порох улучшает боевые возможности армии, полиция уменьшает уровень преступности, а угон машин является преступлением. Но, как говорит Сид Мейер, «игрок не обязан для того, чтобы играть, читать те же книги и в том же порядке, что и геймдизайнер». В связи с этим основной задачей является создание достаточно простых концептов, понятных игроку, и только после этого начать обогащение историческим материалом (исторические сценарии, интересные факты, графические детали), что выражается в правиле «проводите свое исследование после создания игры» (англ. Do Your Research After The Game Is Done).

### Удовольствие должен получать игрок, но не геймдизайнер и не компьютер
Исторические игры могут быть испорчены, если геймдизайнеры наполнят их правильной для своего времени грамматикой, всеми апострофами и редко используемыми согласными. В то же время, можно разработать детальную и точную симуляцию, которая предоставит чрезвычайно точную модель части реального мира. Но, как говорит в этом случае Сид Мейер, в этих играх удовольствие получает либо геймдизайнер, либо компьютер, но не игрок (англ. The Player Should Have The Fun, Not The Designer Or The Computer).
Например, при разработке Civilization IV была предпринята попытка создания формы правительства, при которой игрок получал некоторые бонусы, но при этом терял контроль над частью подсистем: не мог выбирать технологии для изучения, строить здания которые хотел и т. п. В то же время геймдизайнеры создали интересные скрытые алгоритмы, которые симулировали различное поведение, и далее это вылилось в обсуждения среди разработчиков. В какой-то момент стало очевидно, что «реальный игрок» остался в стороне, а весь процесс разработки делался ради удовольствия разработчиков. Как следствие, данная функциональность была удалена из игры.
О зарождении правила говорит в своем интервью Брюс Шелли, когда он работал совместно с Сидом Мейером над Sid Meier's Railroad Tycoon. Тогда одной из ранних идей в разработке была создание сложных метеоусловий, которые негативно влияли на движение поездов и постройку. После тестирования глазами геймдизайнера Сид Мейер с Брюсом Шелли пришли к выводу, что весь данный функционал должен быть убран, так как это напрягает игрока из-за того, что тот ничего не может сделать со стихией, и это ухудшало играбельность. Соответственно, это стало опытом, на основании одного из которого было сформулировано правило «игрок всегда должен быть звездой» (англ. the player must always be the star). То есть игрок является последней инстанцией, оценивающей качество игры, и вся работа ведётся ради него.

## Награды

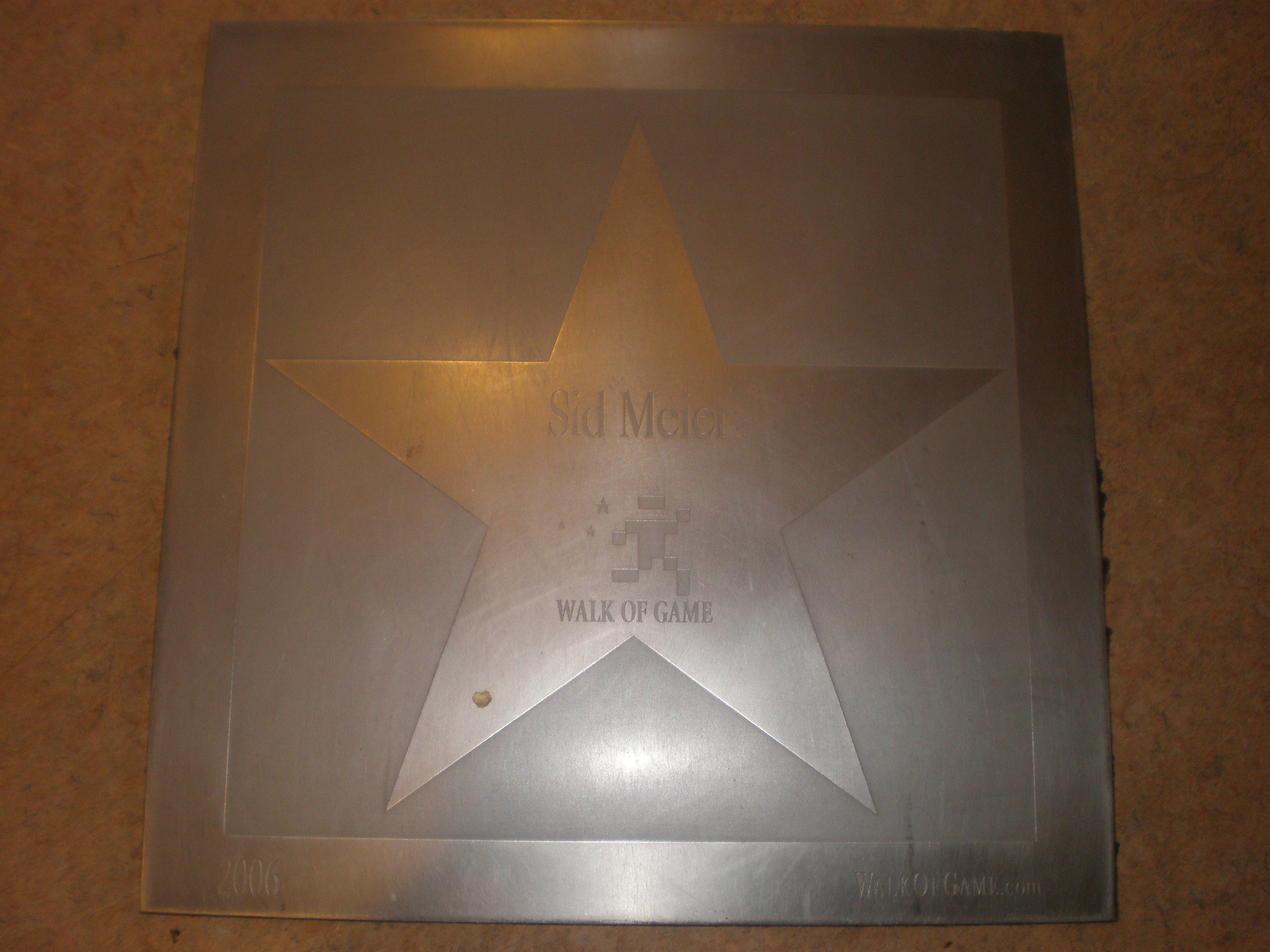
Звезда Сида Мейера на Walk of Game в Метреоне, Сан-Франциско

- Журнал Next Generation поместил Сида Мейера в список «75 самых важных персон игровой индустрии 1995 года», назвав его «плодотворным разработчиком некоторых самых лучших игр MicroProse»[35].
- В 1996 году Computer Gaming World посчитал Сида Мейера 8-м среди самых влиятельных людей игровой индустрии[36].
- В 1997 году Computer Gaming World поставил Сида Мейера на первое место в списке самых влиятельных людей в игровой индустрии за его вклад в игровой дизайн[37].
- В 1999 году Сид Мейер стал вторым человеком, имя которого было помещено в Зал Славы Академии интерактивных искусств и наук[38].
- В 2008 году Сид Мейер получил награду за достижения в жизни (англ. Lifetime Achievement Award), которая была вручена в 2008 на Game Developers Conference[39].
- В 2009 году Сид Мейер стал пятым в списке результатов исследования журнала Develop, в котором опрашивалось около 9000 разработчиков игр с вопросом назвать своего кумира в разработке игр (англ. ultimate development hero)[7]
- В 2009 году Сид Мейер поставлен на второе место в списке IGN лучших создателей игр всех времён (англ. Top Game Creators of All Time), в котором описан как «идеальный пример для подражания для любого начинающего игрового дизайнера»[40].
- В 2011 году сотрудники компании PeekYou[англ.] сообщили, что Сид Мейер является геймдизайнером, который оставил самый большой след в «цифровой истории»[41].
- В 2017 году Сиду Мейеру вручили награду Golden Joystick Awards в категории «Награда за многолетние достижения» (англ. Life Achievement)[42][43].

## Игры Сида Мейера
Игры, в которые Сид Мейер внёс значительный вклад в качестве руководителя, дизайнера или разработчика:
- Formula 1 Racing (1982)[8][13].
- Floyd of the Jungle (1982)[46]
- Chopper Rescue (1982)[47]
- Hellcat Ace (1982)
- Spitfire Ace[англ.] (1982)
- Solo Flight[англ.] (1983)
- NATO Commander[англ.] (1983)
- F-15 Strike Eagle[англ.] (1984)
- Silent Service[англ.] (1985)
- Decision In Desert (1985)
- Crusade in Europe (1985)
- Gunship[англ.] (1986)
- Conflict In Vietnam (1986)
- Sid Meier's Pirates! (1987)
- F-19 Stealth Fighter (1988)
- Sword of the Samurai[англ.] (1989)
- Red Storm Rising[англ.]* (1989)
- M1 Tank Platoon (1989)
- F-15 Strike Eagle II (1989)
- Sid Meier's Railroad Tycoon (1990)
- Sid Meier's Covert Action (1990)
- Sid Meier's Civilization (1991)
- Gunship 2000 (1991)
- C.P.U. Bach[англ.] (1993)
- Return of the Phantom (1993)
- Sid Meier’s Pirates! Gold (1993)
- F-15 Strike Eagle III (1993)
- Sid Meier's Colonization (1994)
- Sid Meier's CivNet (1995)
- Sid Meier's Civilization II (1996)
- Sid Meier's Gettysburg! (1997)
- Sid Meier's Antietam![англ.] (1998)
- Sid Meier's Alpha Centauri (1999)
- Sid Meier's Alien Crossfire (1999)
- Sid Meier's Civilization III (2001)
- Sid Meier's SimGolf (2002)
- Sid Meier's Civilization III: Conquests (2003)
- Sid Meier’s Pirates! (2004)
- Sid Meier's Civilization IV (2005)
- Sid Meier's Railroads! (2006)
- Sid Meier's Civilization Revolution (2008)
- Sid Meier’s Civilization IV: Colonization (2008)
- Sid Meier’s Civilization V (2010)
- Sid Meier's CivWorld[англ.] (2011)
- Sid Meier’s Ace Patrol Pacific Skies (2013)
- Sid Meier’s Ace Patrol (2013)
- Sid Meier's Starships (2015)
- Sid Meier’s Civilization VI (2016)
- Sid Meier’s Civilization VII (2025)